# Calle del Marqués de Toca
La calle del Marqués de Toca es una vía urbana de la ciudad española de Madrid, situada en el barrio de Embajadores, distrito Centro, que con sus escasos 120 metros de longitud une, en sentido  , la Calle de Atocha y la de Santa Isabel. Hasta 1899 se llamó calle de Esperancilla, que se cambió en recuerdo del doctor Melchor Sánchez de Toca, primer Marqués de Toca.

## Historia
Aunque aparece sin nombre en el plano de Texeira de 1656; en el plano de Espinosa de 1769 está rotulada ya como calle de Esperancilla. Este curioso diminutivo hacía referencia a una hija de María Esperanza Manuel de Villena, dueña al parecer de una casa solariega en este lugar y del amor, quizá legendario, que rey Enrique II de Castilla mostró por Esperancilla. Pedro de Répide no recoge noticia de tales amoríos pero sí la relación de la Esperancilla, en realidad el nombre de la segunda casa de campo que se hizo María Esperanza Manuel de Villena, después de que la primera fuera quemada y arrasada por los partidarios de Pedro I de Castilla, traicionado por su hermano Enrique II de Trastamara, y habiéndose dado la circunstancia de la amistad y hospedaje que en la casa destruida tuvo el francés Bertrand du Guesclin, «condotiero» de Enrique el fratricida. Relato más o menos histórico que acompaña a la cercana calle de la Esperanza, en el barrio de Lavapiés.
Todo ello pasaría al olvido, cuando en 1899 se renombró la calle en favor del doctor Sánchez de Toca, por el simple hecho de que esta pequeña vía estuviera cerca de la Facultad de Medicina de San Carlos, donde el marqués estudió y se especializó, y que luego ocuparía el Ilustre Colegio Oficial de Médicos de Madrid. En su breve recorrido, la antigua Esperancilla se cruza con la calle de San Ildefonso.